# دیانا ژیلیوته
دیانا ژیلیوته (لیتوانیایی: Diana Žiliūtė؛ زادهٔ ۲۸ مهٔ ۱۹۷۶) دوچرخه‌سوار سابق زن اهل لیتوانی است.
وی در مسابقات کشوری و بین‌المللی در مجموع برندهٔ ۱ مدال طلا، ۱ مدال نقره، ۲ مدال برنز شده‌است.